# Abrus hengshanensis
Abrus hengshanensis är en insektsart som beskrevs av Dai och Zhang 2002. Abrus hengshanensis ingår i släktet Abrus och familjen dvärgstritar. Inga underarter finns listade i Catalogue of Life.